# Ковалевская, Зинаида Михайловна
Зинаида Михайловна Ковалевская (26 декабря 1902, Вольск — 25 ноября 1979, Самарканд) — советская художница и педагог, мастер бытового жанра. Заслуженный деятель искусств Узбекской ССР (1953). Народный художник Узбекской ССР (1964). Член Союза художников СССР.

## Биография
Родилась в 26 декабря 1902 года в городе Вольске Саратовской губернии. Её дед — Осип Ковалевский, учёный и профессор Казанского университета. Дядя Павел Ковалевский — художник, другой дядя — Николай Ковалевский, учёный и профессор Казанского университета. Выросла в Казани Татарской АССР. Её отец, Михаил Осипович Ковалевский (род. 1871), интересовался искусством и этнографией, в школах Казани читал лекции по искусству, преподавал историю в 1-й мужской и 3-й женской гимназиях Казани, был членом Педагогического общества при Казанском университете. В доме Ковалевских часто бывал художник Павел Беньков, известный исследователь искусства Средней Азии профессор Борис Денике, искусствовед Пётр Корнилов, историк-библиограф Пётр Дульский и другие.
В 1922 году Ковалевская поступила в Казанский художественно-технический институт (КХТИ), где её учителями были Николай Фешин и Павел Беньков. В 1927 году Ковалевская окончила институт, получивший статус и название Казанский объединённый художественно-театральный техникум. Дипломная работа Ковалевской «Мыловаренный завод» была приобретена Государственным музеем Татарской АССР.
В 1926 году художница вступает в Ассоциацию художников революционной России (АХРР), выезжает в творческие командировки в колхозы Татарской АССР, на Урал, в Сибирь, Красноярск и пишет картины «Детский сад», «Плавка золота», «Татарка-прачка», «Пионерка», «Молотьба в колхозе». Эти работы экспонировались на выставке АХРР в Казани и Москве и также были приобретены Государственным музеем Татарской АССР.
В 1928—1930 гг. преподавала в средних школах Казани.
Летом 1930 года Ковалевская была приглашена в Самарканд на работу в качестве художницы кафедры этнографии Узбекского государственного научно-исследовательского института (УзГНИИ). Выезжая по командировкам кафедры этнографии и артели художественной вышивки «Труд женщины», Ковалевская изучает узбекский народный орнамент, выполняет эскизы вышивок. Из поездок привозит акварельные наброски, зарисовки женщин и детей. Пишет картины «Кустарь» (1932), «Дервиши обманывают народ» (1935), «В бригаде молодежи», «Октябрины».
Первым значительным успехом художницы и «одним из лучших произведений живописи Узбекистана второй половины тридцатых годов» стала картина «В ложе» (1937). Затем Ковалевская пишет картины «Победительница велопробега» (1939) и другие. В годы Великой Отечественной войны Ковалевская пишет картины «Юные значкисты» (1941), «Возвращайся с победой» (1942), «В новой семье» (1942). Последние две картины были экспонированы на Всесоюзной передвижной выставке «Отечественная война» в Москве в декабре 1942 года. Затем Ковалевская пишет картины «Проводы» и «Дети в гостях у раненых» (1943).
В 1941 году Ковалевская поступила на живописный факультет Ленинградского института живописи, скульптуры и архитектуры (ЛИЖСА), эвакуированного в Самарканд. В 1943 году Ковалевская получила экстерном диплом об окончании института. Оценка «отлично» по совокупности представленных работ. Присвоено звание художника живописи.
В 1946 году на Всесоюзной художественной выставке экспонируются работы Ковалевской «Осень в винограднике», «У окна», «Узбекская семья».
В послевоенные годы Ковалевская пишет картину «Мастера народного творчества» (1947), которая в 1948 году экспонировалась на выставке «Советская женщина в искусстве» в Париже. Затем Ковалевская пишет картины «Дворик» (1948), «Сбор помидоров», «Премирование хлопкоробов» (1949), «На съезде знатных хлопкоробов» (1951), «Первые выборы в Верховный Совет в Самарканде» (1951).
Среди работ Ковалевской — портреты отца (1939), матери (1945), художников Павла Бенькова (1945), Михаила Ивановича Теплова (1952), «Портрет декоративного скульптора С. Раковой» (1961).
Результатом поездок в Ургут стали картины «Ургут» (1957) и «У арыка» (1957).
В 1932—1949 гг. Ковалевская преподавала живопись в Самаркандском художественном училище. Учениками Ковалевской являются народные художники Узбекской ССР Абдулхак Абдуллаев и Лутфулла Абдуллаевич Абдуллаев (1912—2002), а также заслуженный деятель искусств Узбекской ССР Рашид Мухамедович Темуров (1912—1991) и Евгений Васильевич Никольский (1917—1978).
В 1953 году в Ташкенте в связи с 50-летием со дня рождения и 25-летием творческой деятельности Ковалевской состоялась её персональная выставка. В том же году ей присвоено звание Заслуженного деятеля искусств Узбекской ССР. В 1964 году состоялась вторая персональная выставка в Ташкенте. В 1964 году Ковалевской присвоено звание Народного художника Узбекской ССР. В 1965 году персональная выставка в Москве и Казани, в 1972 году — в Вольске и Саратове. Кроме того постоянно участвовала в республиканских и всесоюзных выставках.
Умерла Ковалевская 25 ноября 1979 года в Самарканде. Похоронена на центральном кладбище Самарканда.
Работы Ковалевской находятся в Государственном музее изобразительных искусств Республики Татарстан и Саратовском художественном музее имени А. Н. Радищева, а также в Музее русского искусства (The Museum of Russian Art) в Миннеаполисе, Государственном музее искусств Узбекистана и Государственном музее искусств имени И. В. Савицкого в Нукусе.